# Istanbul Park
Koordinati:   40°57′6″N, 29°24′18″E
Istanbul Park (turško: İstanbul Park) , tudi Istanbul Racing Circuit ali v začetku Istanbul Otodrom, je dirkališče v Carigradu, Turčija, ki od sezone 2005 gosti dirko Formule 1 za Veliko nagrado Turčije.
Dirkališče leži na azijski strani Carigrada, blizu priključka Kurtkoy na severni strani TEM Motorwaya, ki Carigrad povezuje z Ankaro. V bližini je še ena novogradnja, letališče Sabiha Gökçen International Airport, v okolici pa so gozdovi in polja.

## Zmagovalci
| Sezona | Dirkač           | Konstruktor      | Poročilo |
| ------ | ---------------- | ---------------- | -------- |
| 2021   | Valtteri Bottas  | Mercedes         | Poročilo |
| 2020   | Lewis Hamilton   | Mercedes         | Poročilo |
| 2011   | Sebastian Vettel | Red Bull-Renault | Poročilo |
| 2010   | Lewis Hamilton   | McLaren-Mercedes | Poročilo |
| 2009   | Jenson Button    | Brawn-Mercedes   | Poročilo |
| 2008   | Felipe Massa     | Ferrari          | Poročilo |
| 2007   | Felipe Massa     | Ferrari          | Poročilo |
| 2006   | Felipe Massa     | Ferrari          | Poročilo |
| 2005   | Kimi Räikkönen   | McLaren-Mercedes | Poročilo |